# Fernando de Austria (1529-1530)
Fernando de Austria  (Toledo, 21 de noviembre de 1529-Madrid , junio de 1530) fue un hijo de Carlos I de España e Isabel de Portugal, muerto en la infancia.

## Biografía
Nacido en el alcázar de Toledo, era el tercero de los hijos del matrimonio, tras sus hermanos Felipe y María. 

Murió a los pocos meses de su nacimiento alrededor del mes de junio de 1530. El emperador se hallaba fuera de España en esos momentos, por lo que nunca conoció a su hijo. Esta sepultado en el Panteón de Infantes del monasterio de El Escorial, en la sexta cámara, en el cuerpo inferior del conocido como mausoleo de párvulos bajo la inscripción:
FERDINANDUS, CAROLI V FILIVS 